# شیخ ترائوره
شیخ ترائوره (انگلیسی: Cheick Traoré؛ زادهٔ ۳۱ مارس ۱۹۹۵) بازیکن فوتبال اهل فرانسه است که در پست مدافع بازی می‌کند.
از باشگاه‌هایی که در آن بازی کرده‌است می‌توان به باشگاه فوتبال گنگام اشاره کرد.
وی همچنین در تیم ملی فوتبال مالی بازی کرده‌است.